# 162.ª Divisão de Infantaria (Alemanha)
A 162ª Divisão de Infantaria (em alemão:162. Infanterie-Division) foi uma unidade militar que serviu no Exército alemão durante a Segunda Guerra Mundial.

## Comandantes
| Comandante                     | Data                                          |
| ------------------------------ | --------------------------------------------- |
| Generalleutnant Hermann Franke | 1 de dezembro de 1939 - 13 de janeiro de 1942 |

## Oficiais de operações
| Major Hans-Werner Freiherr von Hammerstein-Gesmold | dezembro de 1939 - janeiro de 1942 |

## Área de operações
| Alemanha                       | dezembro de 1939 - junho de 1941 |
| Frente Oriental, setor central | junho de 1941 - janeiro de 1942  |